# Kristianstad FC
Kristianstad FC is een Zweedse voetbalclub uit Kristianstad in de regio Skåne. 
Kristianstads FF ontstond in 1990 na een fusie van IFK Kristianstad en Vilans BoIF. In 2015 fuseerde de club met Kristianstad BoIS tot 1614 Kristianstad FC. De club speelde nog nooit in de hoogste voetbaldivisie.

## Bekende (oud-)spelers
- Sixten Mohlin
- Mathias Rosén
- Marcelo Sarvas